# تلتيل تول
تلتيل تول (بالإنجليزية: Telltale Tool)‏ هو محرك ثلاثي الأبعاد من تطوير تلتيل جيمز يستخدم لغة لوا للبرمجة. تم تصميمه ليكون قابل للنقل ليسمح لشركة تلتيل جيمز بإصدار ألعابها على عدة منصات.

## الألعاب
- باك تو ذا فيوتشر: ذا جيم
- ذا واكينغ ديد
- الذئب بيننا
- صراع العروش